# WWE Crown Jewel
WWE Crown Jewel – gala pay-per-view profesjonalnego wrestlingu, promowana przez federację WWE. Oryginalnie jest to gala, która bierze udział w projekcie Saudi Vision 2030, która ma za zadanie pomóc Arabii Saudyjskiej z jej sytuacją gospodarczą.

## Produkcja
Każda gala Crown Jewel oferuje walki profesjonalnego wrestlingu z udziałem wrestlerów należących do brandów Raw i SmackDown. Oskryptowane rywalizacje (storyline’y) kreowane są podczas cotygodniowych gal Raw, SmackDown. Wrestlerzy są przedstawieni jako heele (negatywni, źli zawodnicy i najczęściej wrogowie publiki) i face’owie (pozytywni, dobrzy i najczęściej ulubieńcy publiki), którzy rywalizują pomiędzy sobą w seriach walk mających budować napięcie. Kulminacją rywalizacji jest walka wrestlerska lub ich seria. 
W 2018 roku WWE rozpoczęło 10-letnią współpracę z General Sports Authority, w celu wsparcia projektu Saudi Vision 2030. Pierwszą galą promującą projekt było Greatest Royal Rumble. Od tamtej pory WWE organizuje regularnie gale, w ramach współpracy.
Początkowo zakładano, że Crown Jewel będzie odbywało się bez udziału kobiet, z powodu kontrowersji, które mogą być z nimi związane, natomiast w 2019 odbył się pierwsza walka kobiet WWE w Arabii, kiedy to Natalya pokonała Lacey Evans. Media zwróciły uwagę na to, że Evans nie grała swojej prawdziwej postaci, czyli kobiety z "seksownymi" cechami, a wręcz ich unikała, a obie Panie nie miały na sobie swoich charakterystycznych strojów zapaśniczych, tylko leginsy i długie koszulki ze swoimi logo.

## Lista gal
| Gala                                    | Lokalizacja             | Arena                        | Walka wieczoru |
| --------------------------------------- | ----------------------- | ---------------------------- | --- |
| Crown Jewel (2018) 2 listopada 2018     | Rijad, Arabia Saudyjska | King Saud University Stadium | D-Generation X (Triple H i Shawn Michaels) vs. The Brothers of Destruction (The Undertaker i Kane) Tag Team match |
| Crown Jewel (2019) 31 października 2019 | Rijad, Arabia Saudyjska | Stadion Króla Fahda          | Seth Rollins (c) vs. "The Fiend" Bray Wyatt Falls Count Anywhere match o WWE Universal Championship               |
| Crown Jewel (2021) 21 października 2021 | Rijad, Arabia Saudyjska | Mohammed Abdo Arena          | Roman Reigns (c) vs. Brock Lesnar Singles match o WWE Universal Championship                                      |
| Crown Jewel (2022) 5 listopada 2022     | Rijad, Arabia Saudyjska | Mrsool Park                  | Roman Reigns (c) vs. Logan Paul Singles match o Undisputed WWE Universal Championship                             |
| Crown Jewel (2023) 4 listopada 2023     | Rijad, Arabia Saudyjska | Mohammed Abdo Arena          | Roman Reigns (c) vs. LA Knight Singles match o Undisputed WWE Universal Championship                              |
| Crown Jewel (2024) 2 listopada 2024     | Rijad, Arabia Saudyjska | Mohammed Abdo Arena          | Gunther (WHC) vs. Cody Rhodes (WWE) Singles match o WWE Crown Jewel Championship                                  |
| Crown Jewel (2025) 11 października 2025 | Perth, Australia        | RAC Arena                    | TBD |

## Mistrzostwa i osiągnięcia
Są to osiągnięcia, które miały miejsce jako specjalne atrakcje podczas wydarzeń Crown Jewel, nieobejmujących regularnych walk mistrzowskich.
Kolory i symbole wskazują na brand macierzysty mistrzów.
| † | Raw | ‡ | SmackDown | § | NXT | ∞ | Bez brandu |

### Crown Jewel Championships
Na wydarzenie Crown Jewel w 2024 roku WWE wprowadziło Crown Jewel Championships zarówno dla mężczyzn, jak i kobiet. Odpowiednie mistrzostwa przyznawane są zwycięzcy corocznej walki pomiędzy panującymi mistrzami świata mężczyzn i kobiet Raw i SmackDown. Jednak ich odpowiednie tytuły mistrzowskie Raw i SmackDown nie są bronione, a zamiast tego zwycięzcy zostają koronowani na Crown Jewel Champions mężczyzn i kobiet, aby wyłonić „najlepszego z najlepszych”. Podczas gdy mistrzostwa są reprezentowane przez pasy mistrzowskie, odpowiedni zwycięzcy otrzymują zamiast tego pierścień Crown Jewel (podobny do pierścienia Super Bowl), ponieważ pasy pozostają na wystawie w atrakcji WWE Experience w Rijadzie. Pierwszymi zwycięzcami w 2024 roku byli Undisputed WWE Champion ze SmackDown Cody Rhodes i Women’s World Championka z Raw Liv Morgan.
| Zwycięzca | Zwycięzca     | Panowania | Rok  | Notka                                                                                      | Odn.  |
| --------- | ------------- | --------- | ---- | ------------------------------------------------------------------------------------------ | ----- |
|           | Cody Rhodes ‡ | 1         | 2024 | Pokonał World Heavyweight Championa z Raw Gunthera, stając się inauguracyjnym mistrzem.    | [ 9 ] |
|           | Liv Morgan †  | 1         | 2024 | Pokonała WWE Women’s Championkę ze SmackDown Nię Jax, stając się inauguracyjną mistrzynią. | [ 9 ] |

### Poprzednie osiągnięcia
| Osiągnięcie            | Zwycięzca                                 | Rok  | Notki | Źródło |
| ---------------------- | ----------------------------------------- | ---- | --- | ------ |
| WWE World Cup          | Shane McMahon ‡                           | 2018 | Pokonał Dolpha Zigglera z Raw w finale turnieju o trofeum WWE World Cup. | [ 10 ] |
| WWE Tag Team World Cup | The O.C. (Luke Gallows i Karl Anderson) † | 2019 | Wyemilinowali jako ostatnich The Viking Raiders (Erika i Ivara) z Raw w międzybrandowym dziewięcio-drużynowym tag team turmoil matchu, aby wygrać trofeum WWE Tag Team World Cup.                                                | [ 11 ] |
| King of the Ring       | Xavier Woods †                            | 2021 | Pokonał Finna Bálora ze SmackDown zostać 22. zwycięzcą turnieju King of the Ring. W 2024 roku finał turnieju odbył się na King and Queen of the Ring.                                                                            | [ 12 ] |
| Queen’s Crown          | Zelina Vega ‡                             | 2021 | Pokonała Doudrop z Raw w finale turnieju, aby zostać pierwszą zwyciężczynią turnieju Queen’s Crown. W 2024 roku nazwa turnieju została zmieniona na Queen of the Ring, a finał turnieju odbył się na King and Queen of the Ring. | [ 12 ] |